# Animalisme
 (janvier 2012).
Si vous disposez d'ouvrages ou d'articles de référence ou si vous connaissez des sites web de qualité traitant du thème abordé ici, merci de compléter l'article en donnant les références utiles à sa vérifiabilité et en les liant à la section « Notes et références ».
L'animalisme est un courant de l'éthique qui s'appuie sur les avancées de l'éthologie et qui défend les droits des animaux. Ce courant soutient que les animaux non humains sont des êtres sensibles capables de souffrir, et par-là même dignes de considération morale de la part des êtres humains.
L'animalisme conteste la confusion entre l'« agence » et la « patience » morales : ce n'est pas parce qu'un animal n'est pas agent moral, responsable de ses actes, qu'il n'a pas de droits, qu'il n'est pas patient moral et que les agents moraux sont dispensés de devoirs envers lui.

## Histoire et fondements
L'animalisme peut être compris soit comme l'élargissement des valeurs humanistes à toutes les autres espèces animales capables de ressentir de la souffrance, soit comme une intégration de l'humanisme dans une doctrine morale plus globale, contestant la centralisation de la morale sur l'être humain adulte (ce qui induit que les enfants, nourrissons, sont considérés de facto respectables uniquement parce que en croissance, hypothétiquement adultes responsables de leurs actes, et non en tant que tel).[réf. nécessaire]
Même si le terme est nouveau, l'optique que défend l'animalisme est en réalité ancienne, préhistorique (période d'où est issue le jaïnisme), et redécouverte aujourd'hui du fait de la déconstruction effective de la civilisation occidentale post-humaniste (ou post-chrétienne) confrontée à son histoire et à d'autres civilisations, cultures, religions, nées pourtant au sein de l'humanité.[réf. nécessaire]
Le juriste et philosophe américain Gary Francione distingue deux types : les animalistes qui veulent améliorer le bien-être des animaux (welfarists) et ceux qui veulent abolir toute exploitation des animaux (abolitionists).

## Évolutions juridiques
En France, depuis le 28 janvier 2015, la commission des lois de l’Assemblée nationale a reconnu définitivement aux animaux la qualité « d’êtres vivants doués de sensibilité », alors qu’auparavant le code civil les considérait comme « des biens meubles ». Cette formule est cependant symbolique, car en droit civil, l'absence de statut de personne juridique implique un statut de « chose ». Au Québec, en vertu du côte civil, la Loi sur le bien-être et la sécurité de l'animal (Loi BÊSA) reconnait depuis 2015 l'animal comme étant un être doué de sensibilité ayant des impératifs biologiques et a pour objet d’établir des règles pour assurer la protection des animaux dans une optique visant à garantir leur bien-être et leur sécurité tout au long de leur vie. Plusieurs exceptions sont toutefois permises dans le cas d’activités d’agriculture, de médecine vétérinaire, d’enseignement ou de recherche scientifique.

## Partis politiques animalistes

### Représentation dans des parlements
Des partis prônant spécifiquement la défense des droits des animaux existent dans plusieurs pays tels le Parti de protection des animaux en Allemagne, le Parti australien de la justice animale en Australie, le parti DierAnimal en Belgique, le Parti animaliste en France, le Parti animaliste contre la maltraitance animale en Espagne, le Parti pour les animaux aux Pays-Bas, le parti Personnes-Animaux-Nature (PAN) au Portugal, le Parti pour la protection des animaux du Canada ou le Parti du bien-être animal au Royaume-Uni,,. Si le Parti de protection des animaux a été fondé en 1993 en Allemagne, la plupart de ces partis ont été fondés au XXIe siècle. Aux Pays-Bas, le Parti pour les animaux obtient pour la première fois un siège au parlement national en 2006 et y est représenté depuis lors. Lors des élections européennes de 2014, les partis allemand et néerlandais entrent au Parlement européen. En 2015, le PAN fait son entrée au parlement portugais. En 2019, le Parti australien de la justice animale entre au parlement de Nouvelle-Galles du Sud, tandis que le PAN passe de un à quatre sièges au parlement portugais. Lors des élections européennes qui se tiennent la même année, les partis allemand, néerlandais et portugais font élire chacun un député au Parlement européen.

### Programmes
Une étude publiée en 2020 analysant les programmes de sept partis animalistes en Allemagne, Australie, France, Espagne, aux Pays-Bas, au Portugal et au Royaume-Uni montre que la plupart d'entre eux ont un programme qui va au-delà de l'animalisme et intègre aussi bien des considérations environnementales plus larges et des politiques économiques ou sociales. La compassion peut-être considérée comme le concept-clé de ces programmes animalistes, les notions de valeur intrinsèque, d'égalité des droits et d'interdépendance jouant également un rôle important. Ces partis ne souhaitent pas seulement améliorer le bien être animal, mais bien abolir toute exploitation des animaux, ce qui inclut une interdiction de la chasse, l'abolition à long terme de l'élevage, la fin des expérimentations sur les animaux, l'interdiction des animaux dans les cirques et la transformation des zoos en réserves sans public, tandis que le bien-être des animaux de compagnie doit lui être mieux protégé. La quasi-totalité de ces partis demandent que des droits soient attribués aux animaux et soulignent les interdépendances entre l'ensemble des êtres vivants. La lutte pour les droits animaux est présentée par plusieurs partis comme la suite de la lutte pour l'abolition de l'esclavage au XIXe siècle et pour l'émancipation des femmes au XXe siècle. Dans le domaine environnemental, les sept partis étudiés s'engagent tous pour freiner le réchauffement climatique et la diminution de la biodiversité, en plus de partager une opposition à l'énergie nucléaire et une volonté d'interdire le génie génétique. Au niveau des politiques socio-économiques, ces partis soulignent la nécessité de politiques en faveur des couches de la population les plus vulnérables et défendent ainsi l'existence d'un État-providence, sans être anticapitalistes.
Les partis animalistes se distinguent des partis écologistes par des demandes plus radicales dans le domaine des droits des animaux, les écologistes ne demandant par exemple pas une abolition de l'élevage, mais simplement une limitation de la consommation de viande. Les écologistes prennent pour point de départ les limites des écosystèmes, tandis que les animalistes se basent sur la compassion pour tous les êtres vivants. Les animalistes et les écologistes constituent donc deux familles politiques distinctes, malgré l'attention que les deux portent à la durabilité et à l'écologie,.

## Dans la culture
- Beat Sterchi (de), La Vache (roman) (de) (1983)[10],[11],[12]

#### Ouvrages
- Peter Singer, La Libération animale, Payot et Rivages, 2012
- Sue Donaldson et Will Kymlicka, Zoopolis : une théorie politique des droits des animaux, Alma Editeur, 2016
- Christian Delahaye, Des animaux et des dieux, essai de théologie animaliste, Golias et Empreinte Temps présent, 2022

#### Articles spécialisés
- « Le bien-être animal, au détriment des droits de l’homme » par Catherine Vincent, Le Monde du 25 novembre 2016.
- Louis-Gilles Francoeur, « De l'animalisme primaire », Le Devoir, 23 mars 2006.
- Jean-Baptiste Jeangène Vilmer, « De l'anti-animalisme primaire », Le Devoir, 30 mars 2006.